# Аларо
Аларо (на испански: Alaró) е малък град и община на остров Майорка, провинция Балеарски острови, Испания. Населението на Аларо по данни от преброяването през 2015 г. е 5275 жители.